# Planeta Boer
Planeta Boer (Russisch: Планета Бурь) (Internationale titel: Planet of the Storms) is een Sovjet-Russische sciencefictionfilm uit 1962 geregisseerd door filmpionier Pavel Kloesjantsev. De film gaat over een groep kosmonauten die samen met hun robot de planeet Venus willen verkennen, maar daar worden aangevallen door mensetende planten en reptielmensen. De film werd in de Sovjet-Unie goed bekeken, en werd deels vanwege de speciale effecten daar een enorme hit. Omdat hij deels betaald was door de Russische regering zijn er veel communistische denkbeelden in verwerkt.

## Voyage to the Prehistoric Planet
Een aantal jaar nadat de film was uitgekomen liet de filmproducent Roger Corman zijn oog erop vallen. Corman kocht de rechten van de film op, en wist regisseur Curtis Harrington te strikken voor de Amerikaanse bewerking van de film. De film werd in 1965 uitgebracht onder de naam Voyage to the Prehistoric Planet. Deze versie volgt bijna hetzelfde verhaal als Planeta Boer en veel van de scènes waren erin gebleven, maar er waren ook scènes toegevoegd met onder andere Sherlock Holmes-acteur Basil Rathbone en in de aftiteling zijn de Russische namen van de acteurs uit de oudere scènes veranderd in Amerikaans-klinkende namen om de illusie te wekken dat dit een Amerikaanse film was. Dit werd gedaan omdat met de spanningen van de Koude Oorlog weinig mensen zin hadden om in de bioscoop een Russische film te zien.

## Voyage to the Planet of Prehistoric Women
In 1968 besloot Roger Corman het opnieuw te doen met de toen debuterend regisseur Peter Bogdanovich. Deze film genaamd Voyage to the Planet of Prehistoric Women gebruikte veel van de scènes uit de vorige films en tegelijkertijd dezelfde nasynchronisatie uit de vorige film. De Amerikaanse scènes uit de vorige film waren wel weggehaald en vervangen door nieuwe scènes met onder andere actrice Mamie Van Doren. Ook een groot deel van het verhaal werd veranderd in vergelijking met de vorige films, waardoor er nu behalve onnatuurlijke wezens ook prehistorische vrouwen op Venus wonen.

## De films tegenwoordig
De twee Amerikaanse versies van de film bevinden zich in het publiek domein en worden dus veelvoudig verspreid op het internet en op dvd. De originele Russische versie is een stuk moeilijker verkrijgbaar en is dus ook door een kleinere groep mensen gezien. Er kwamen ook fragmenten en informatie over de films terug in de Deense documentaire The Star Master uit 2002 over het leven en de carrière van filmregisseur Pavel Kloesjantsev.

## Rolverdeling
| Acteur              | Personage                                      |
| ------------------- | ---------------------------------------------- |
| Vladimir Jemeljanov | Ilja Versjinin/Brendan Lockhart/Billy Lockhart |
| Georgi Zjzjonov     | Bobrov/Hans Walters                            |
| Gennadi Vernov      | Aljosja/Andre Ferneau                          |
| Joeri Sarantsev     | Sjerba/Allen Sherman/Howard Sherman            |
| Georgi Tejch        | Kern/Dr. Kern/Alfred Kern                      |
| Kjoenna Ignatova    | Masja                                          |
| Basil Rathbone      | Professor Hartman                              |
| Faith Domergue      | Dr. Marsha Evans                               |
| Marc Shannon        | figurant                                       |
| Christopher Brand   | figurant                                       |
| John Bix            | John The Robot                                 |
| Lewis Keane         | figurant                                       |
| Mamie Van Doren     | Moana                                          |
| Mary Marr           | Verba                                          |
| Paige Lee           | Twyla                                          |
| Margot Hartman      | Mayaway                                        |
| Irene Orton         | Meriama                                        |
| Pam Helton          | Wearie                                         |
| Frankie Smith       | Vrouw op Venus                                 |
| Judy Cowart         | Vrouw op Venus                                 |
| Robin Smith         | Vrouw op Venus                                 |
| Cathie Reimer       | Vrouw op Venus                                 |
| Adele Valentine     | Vrouw op Venus                                 |
| Peter Bogdanovich   | Verteller (als Derek Thomas)                   |